# مارثا جوي غوتفريد
مارثا جوي غوتفريد (بالإسبانية: Martha Joy Gottfried)‏ هي رسامة مكسيكية، ولدت في 15 سبتمبر 1925 في غلانديل في الولايات المتحدة، وتوفيت في 10 يناير 2014 في Coyoacán ‏ في المكسيك.